# 125-я пехотная дивизия (вермахт)
125-я пехотная дивизия (нем. 125. Infanterie-Division) — тактическое соединение сухопутных войск вооружённых сил нацистской Германии периода Второй мировой войны.

## История
125-я пехотная дивизия была сформирована 5 октября 1940 года на территории военного учебного центра «Мюнзинген» в 5-м военном округе во время 11-й волны мобилизации Вермахта. Дивизия была уничтожена советскими войсками в Каменец-Подольском котле в апреле 1944 года.

## Местонахождение
- с октября 1940 по июнь 1941 (Германия)
- с июня 1941 по апрель 1944 (СССР)
- с 8 декабря 1941 по 20 июля 1942  Анастасиевский район

## Подчинение
- 5-й армейский корпус 17-й армии группы армий «А» (июль 1942 — август 1943)
- 1-я танковая армия (вермахт) (с  10:30  29 ноября 1941)

## Командиры
- генерал-лейтенант Вильгельм Шнеккенбургер (5 октября 1940 — 24 августа 1942)
- генерал-лейтенант Гельмут Фрибе (24 августа 1942 — 5 апреля 1944)

## Состав
- 419-й гренадерский полк
- 420-й гренадерский полк
- 421-й гренадерский полк
- 125-й артиллерийский полк
- 125-й сапёрный батальон
- 125-й противотанковый дивизион
- 125-й батальон связи
- 125-й отряд материального обеспечения
- 125-й полевой запасной батальон